# Фалькович, Илья Маркович
Илья (Эля) Маркович Фалькович (1898, Гомель, Могилёвская губерния — 1979, Москва, СССР) — советский лингвист.

## Биография
Ещё будучи студентом лингвистического факультета МГУ в начале 1920-х, стал преподавать идиш в Коммунистическом университета народов Запада и работать над учебниками по языку. В конце 1920-х участвовал в проведении реформы еврейского правописания и в разработке новых правил орфографии. Когда немецкие войска приблизились к Москве ушёл в народное ополчение и стал санитарным инструктором 1289-го полка 110-й стрелковой дивизии. В октябре 1941 вынес с поля боя 52 раненых бойцов, 28 и 29 ноября 1941 ещё 36 человек, всех с оружием. 1 декабря 1941 его санитарная часть была по одним данным взята в плен, по другим окружена врагом. Однако он сумел вывести 18 бойцов и при контратаке советских войск пленил на скотном дворе 37 врагов.
Был назначен на должность главного редактора издательства «Дер эмес» сразу после войны. Несмотря на то, что он как деятель еврейской культуры числился в списках ЕАК (1943—1948) и занимал ответственную должность в издательстве, в котором выпускались еврейские книги и периодические издания, чудом избежал ареста в рамках печально известного дела. Становится лектором, но свои лекции читал уже на русском языке. Новый плодотворный этап в его научной деятельности как лингвиста связан с журналом «Советиш геймланд», в котором он успел опубликовать ряд интересных работ по языку идиш и циклы уроков по его изучению — «Фар ди, вос лэрнэн идиш» (1974—1978), очерк на эту тему был им напечатан в одной из книг 4-томника «Языки народов СССР».
Похоронен на Донском кладбище.

### Звания
- красноармеец, 1941.

### Награды
- орден Ленина, 11 июля 1942;[1]
- медали.

## Публикации
- ע. פאלקאוויטש. Грамматика для взрослых = גראמאטיק פאר דערוואקסענע. — Москва — Харьков — Минск: Центральное издательство народов СССР, 1930. — 210 с. — 5000 экз.
- ע. פאלקאָװיטש. Идиш для взрослых = ייִדיש פאר דערוואקסענע. — Москва: «Эмес», 1936. — 330 с. — 3000 экз.
- «Идиш. Фонетика, лексика и грамматика». 1940.
- «Русско-еврейский словарь» для начальных школ. 1941.
- 174-страничная монография «Михоэлс». 1948.
- «Искусство лектора». 1960.
- И. М. Фалькович. очерк «О языке идиш» // . — Русско-еврейский (идиш) словарь: Ок. 40 000 слов. Под ред. М. А. Шапиро, И. Г. Спивака и М. Я. Шульмана. — Москва: «Русский Язык», 1984. — С. 666—715. — 720 с. — ISBN 5-200-00427-6.
- Мойше Шапиро, Эли Фалькович. В помощь изучающим идиш. Учебные материалы из журнала «Советиш Геймланд» 1969—1978 = פאר די װאָס לערנען ייִדיש. — Санкт-Петербург: Еврейский общинный центр Санкт-Петербурга, 2006. — 234 с.
- Elye Falkovitsh. Yidish. Fonetik, grafik, leksik un gramatik / Jiddisch. Phonetik, Graphemik. Berlin: Walter de Gruyter, 2024.[2]